# Witalij Żuk
Witalij Iwanawicz Żuk (biał. Віталій Іванавіч Жук, ros. Виталий Иванович Жук; ur. 3 lipca 1973) – białoruski zapaśnik walczący w stylu klasycznym. Olimpijczyk z Sydney 2000, gdzie zajął siedemnaste miejsce w kategorii 73 kg.
Siódmy na mistrzostwach świata w 1998. Wicemistrz Europy w 2004 i trzeci w 2000. Akademicki mistrz świata w 1998, wojskowy wicemistrz świata w 2001 roku.